# Antonia Bañuelos
Pour les articles homonymes, voir Bañuelos.
Antonia de Bañuelos de Thorndike, marquise de Alcedo, née à  Rome en 1856 et morte 1921, est une peintre espagnole.

## Biographie
Elle est la fille du comte de Bañuelos, et une élève de Charles Joshua Chaplin,. À l'Exposition universelle de Paris de 1878, plusieurs portraits de cette artiste attirent l'attention, dont l'un est un portrait d'elle-même. À l'Exposition de 1880, elle expose Un Joueur de Guitare. Ses œuvres Les Petits Pêcheurs et Étude d'un bébé qui rit sont incluses dans le livre Women Painters of the World.
Elle passe la majeure partie de sa vie à Paris.

## Galerie

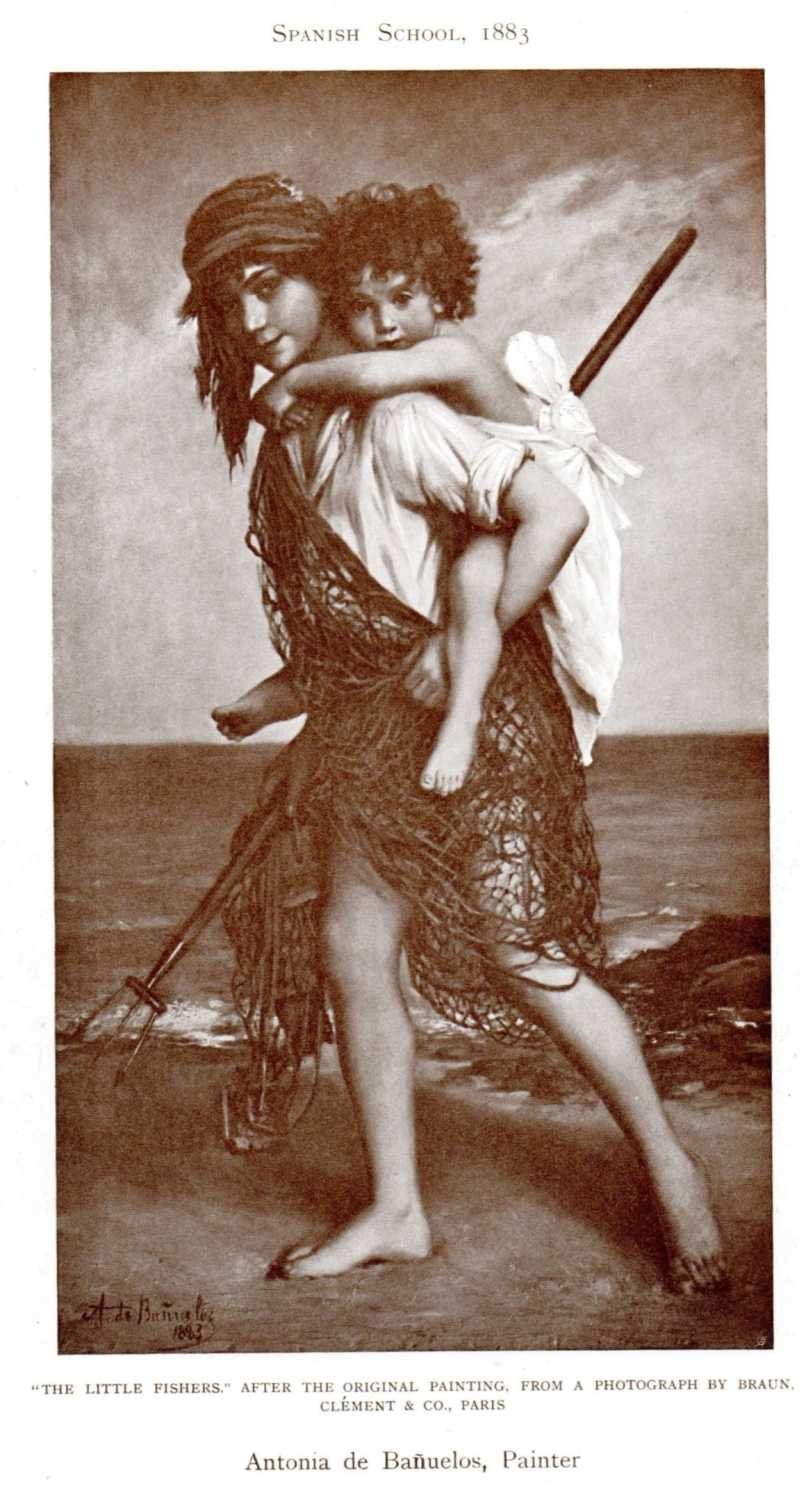
Les Petits Pêcheurs
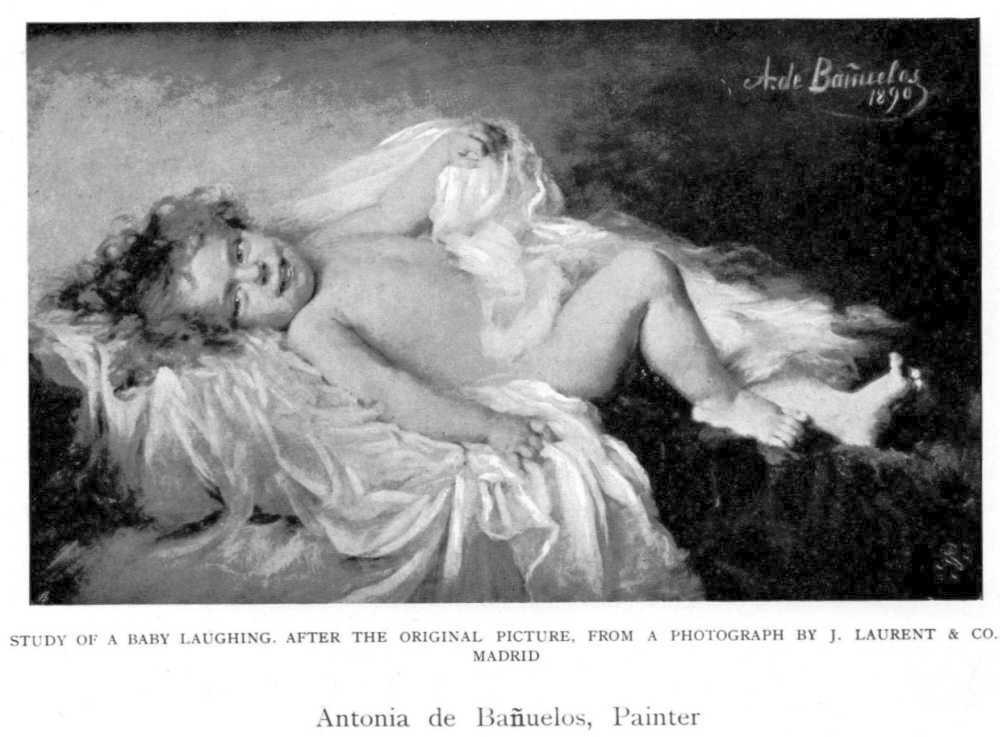
Étude d'un bébé qui rit